# Georges Bénézé
Georges Bénézé, né le 26 octobre 1888 dans le 5e arrondissement de Paris, et mort le 24 février 1978 à Bréau (Seine-et-Marne), est un philosophe français.

## Biographie
Ancien élève de l'École normale supérieure (promotion 1910),  Georges Bénézé est à la fois un disciple et un des éditeurs d'Alain. Malade de la tuberculose, et pour cela réformé, il passa la guerre de 1914-1918 comme délégué au Collège Rollin et ne put se soumettre aux épreuves de l'agrégation de philosophie qu'en 1920. Il enseigna la philosophie de Hegel à Jean Hyppolite dans un des lycées de Poitiers puis, comme son maître, professa au lycée Henri-IV de 1936 à 1942. Contributeur régulier de L'Œuvre sous la direction de Marcel Déat, Benézé est condamné à l'indignité nationale en vertu de l'Ordonnance du 30 septembre 1944, ce qui entraîne sa mise à pied de l'enseignement public.

## Travaux
- Allure du transcendantal, 1936[7]
- Valeur. Essai d'une théorie générale, 1936[8]
- La Méthode expérimentale, Paris, PUF, 1954
- (éd.) Les arts et les dieux, 1958
- Généreux Alain (P.U.F.), 1962
- Le nombre dans les sciences expérimentales, 1962, prix Nicolas Missarel de l’Académie française